# خضر التوني

خضر التوني

خضر التوني (15 ديسمبر 1916- 1956) من أعظم أبطال رفع الأثقال في مصر، وتصدر اسمه سجلات أبطال العالم الخالدين في قائمة أعظم 50 بطلا في تاريخ رفع الأثقال لمدة 48 عاما، وهي القائمة التي يصدرها الاتحاد الدولي لرفع الأثقال سنويا.

## بداياته
ولد خضر التوني في 15 ديسمبر عام 1916م بحي شبرا بالقاهرة، ونشأ في أسرة بسيطة، كان والده يملك دكانا لبيع الجلود في منطقة بين الصوريين، وشب خضر التوني ولديه شغف كبير بالرياضة.
في العام 1934 م اشترك خضر التوني في نادي شبرا الرياضي حيث مارس هوايته برفع الأثقال، وقد أُعفي من رسم الاشتراك لنبوغه الرياضي.
كانت أول مشاركة لخضر التوني في مسابقة في العام 1934م حيث شارك في مسابقة كأس الشواربي ثم في بطولة القاهرة بنادي شبرا حيث فاز ببطولة وزن المتوسط بمجموعة 235 كجم وكان الفائز الثاني بمجموعة أقل 25 كجم من خضر التوني، كما شارك خضر أيضا في نفس العام في بطولة مصر التي أقيمت في صالة البلدية بالإسكندرية وسجل مجموعة 245 كجم.

## بطولاته
تمكّن خضر التوني في العام 1935م من تحطيم الرقم العالمي في رفعة الضغط 106.5 كجم باسم مواطنه عنتر عرفه وسجل 107.5 كجم.
شارك خضر التوني في دورة الألعاب الأوليمبية ببرلين عام 1936م وكان عمره 19 عاما وقد ذهب للأولمبياد وقد حقق انتصاراً فذاً على بطل ألمانيا في هذه الدورة وحصل على الميدالية الذهبية في وزن المتوسط بعد أن حطّم الرقم القياسي الأولمبي ثلاث مرات، وبلغ مجموع رفعاته في هذه الدورة 387.5 كجم.
وكان الزعيم النازي هتلر يعوّل آمالا كبيرة على فوز اللاعب الألماني لإثبات تفوق الجنس الآري، ولكنه عندما شاهد خضر أُعجب به بشدة وطلب لقائه في المقصورة الرئيسية وصافحه وهنّأه على فوزه المستحق وهو يقول له كم كنت أتمنى أن تكون ألمانيا وأريد أن تعتبر ألمانيا وطنك.
و قد تم تسجيل إنجاز التوني في الكتاب الرسمي للدورة الموجود في العديد من المكتبات  والذي يحمل توقيع كل من حصل على ميدالية ذهبية ومن ضمنهم التوني(صورة التوقيعات)
ومن الطريف أن الاتحاد الدولي لرفع الأثقال لم يعترف بأرقام التوني التي حققها (قبل دورة 1936) ظنا منه أن هناك خطأ في البيانات التي أرسلت إليه فلم يصدقوا أن هناك رباع في وزن المتوسط قد رفع هذه الأثقال.
شارك خضر في دورة الألعاب الأوليمبية بلندن عام 1948م وكان يستعد للحصول على الذهبية ولكن لسوء الحظ أُصيب بالتهاب في الزائدة الدودية وساءت حالته، فأمر محمد طاهر باشا رئيس البعثة المصرية في الأولمبياد بإدخاله المستشفى فورا لإجراء جراحة، ولكن البطل التوني أصاب الجميع بالدهشة عندما وجدوه على ميزان الوزن مقررا أن يرفع الأثقال رغم التهاب زائدته الدودية والتي قد يؤدي أي تحميل زائد إلى انفجارها وقد يودي بحياته، وحصل التوني على المركز الرابع وسط دهشة الحاضرين.
كما فاز خضر التوني في العام 1949م ببطولة العالم، ثم بطولة العالم في الوزن المتوسط في العام 1950م.

## تكريمه
وقد ذاعت شهرة التوني في العالم كله وأطلقت عليه الصحف العالمية ألقاب : بطل أبطال رفع الأثقال وأقوى رجل في العالم والبطل الذي لا يقهر.
وقد أُطلق اسم خضر التوني على أحد شوارع القرية الأوليمبية في ميونخ تكريما واعترفا بإنجازاته وقد جاء هذا التكريم بعد 36 عاما من انتهاء دورة برلين، كما أُطلق اسمه على أحد الشوارع الرئيسية في الإسكندرية وفي مدينة نصر (الموصل بين شارع الطيران وشارع يوسف عباس قرب إستاد القاهرة) وعلى أحد ميادين حلوان . .

## وفاته
توفي خضر التوني في العام 1956م صعقا بالكهرباء نتيجة حدوث التماس كهربائي وهو يحاول إصلاح الإضاءة في غرفة أبنائه ليواصلوا مراجعة دروسهم .

## روابط خارجية
- خضر التوني على موقع اللجنة الأولمبية الدولية (الإنجليزية)
- خضر التوني على موقع أوليمبيديا (الإنجليزية)